# Europapokal der Landesmeister (Handball) der Frauen 1971/72
Am Europapokal der Landesmeister 1971/72 nahmen 15 Handball-Vereinsmannschaften aus 15 Ländern teil. Diese qualifizierten sich in der vorangegangenen Saison in ihren Heimatländern für den Europapokal. Bei der 11. Austragung des Wettbewerbs, konnte Spartak Kiew seinen dritten Titel in Folge gewinnen.

## 1. Runde
|                         | Gesamt |                             | Hinspiel | Rückspiel |
| ----------------------- | ------ | --------------------------- | -------- | --------- |
| Niloc Amsterdam         | 14:13  | Frederiksberg IF Kopenhagen | 7:7      | 7:6       |
| TJ Plastika Nitra       | 41:15  | Stella Sports Saint-Maur    | 21:70    | 20:80     |
| Otmęt Krapkowice        | 43:24  | Union Admira Landhaus Wien  | 24:11    | 19:13     |
| Bakony Vegyész Veszprém | 27:16  | VIF G. Dimitrow Sofia       | 12:90    | 15:70     |
| Universitatea Bukarest  | 58:22  | Maccabi Harazim Ramat Gan   | 29:14    | 29:80     |
| Spartak Kiew            | 26:19  | RK Voždovac Belgrad         | 13:90    | 13:10     |
| SC Leipzig              | 38:21  | SK Freidig Oslo             | 19:11    | 19:10     |

Durch ein Freilos zog Holstein Kiel direkt in das Viertelfinale ein.

## Viertelfinale
|                         | Gesamt |                   | Hinspiel | Rückspiel |
| ----------------------- | ------ | ----------------- | -------- | --------- |
| Spartak Kiew            | 23:14  | TJ Plastika Nitra | 15:80    | 8:6       |
| Universitatea Bukarest  | 31:17  | Holstein Kiel     | 9:8      | 22:90     |
| Bakony Vegyész Veszprém | 15:14  | Niloc Amsterdam   | 09:11    | 6:3       |
| SC Leipzig              | 49:27  | Otmęt Krapkowice  | 24:10    | 25:17     |

## Halbfinale
|              | Gesamt |                         | Hinspiel | Rückspiel |
| ------------ | ------ | ----------------------- | -------- | --------- |
| Spartak Kiew | 23:15  | Bakony Vegyész Veszprém | 14:50    | 09:10     |
| SC Leipzig   | 31:24  | Universitatea Bukarest  | 16:80    | 15:16     |

## Finale
Das Finale fand am 30. April 1972 in Bratislava statt.
|              | Ergebnis |            |
| ------------ | -------- | ---------- |
| Spartak Kiew | 12:80    | SC Leipzig |